# Stelis permaculata
Stelis permaculata là một loài Hymenoptera trong họ Megachilidae. Loài này được Cockerell mô tả khoa học năm 1898.